# Логан Тандер (команда ЖНБЛ)
Не следует путать с полупрофессиональной командой КБЛ: Логан Тандер (команда НБЛ1 Север).
«Логан Тандер» (англ. Logan Thunder) — австралийский профессиональный женский баскетбольный клуб, выступавший в женской национальной баскетбольной лиге (ЖНБЛ). Команда базировалась в городе Логан (штат Квинсленд).
Команда была основана в 2006 году, свой дебютный сезон в ЖНБЛ провела в 2008/09 годах и за свою короткую историю в лиге не добивалась больших побед. Главных своих успехов в ЖНБЛ «Логан Тандер» добился в сезоне 2010/11 годов, когда единственный раз смог пробиться в финалы, во многом благодаря приходу в состав Кайлы Фрэнсис, Рене Камино и Эммы Рэндалл и главного тренера Олафа Ланге. «Тандер» ни разу не участвовали в большом финале турнира. В межсезонье, перед началом сезона 2014/15 годов, команда стала испытывать финансовые трудности, поэтому в сентябре 2014 года снялась с турнира, а затем была понижена в ранге, вернувшись в полупрофессиональную Квинслендскую баскетбольную лигу (КБЛ), в которой выступала ещё до прихода в ЖНБЛ. В сезоне 2015/16 годов её место в турнире занял ещё один клуб из штата Квинсленд «Саут-Ист Квинсленд Старз», однако он продержался на плаву ещё меньше, всего один сезон, и был расформирован по той же причине в апреле 2016 года.

## Участия в больших финалах ЖНБЛ
Клуб «Логан Тандер» за свою короткую историю в лиге ни разу не принимал участие в больших финалах ЖНБЛ.

## Протокол сезонов ЖНБЛ
| Сезон        | Место        | Регулярный чемпионат | Регулярный чемпионат | Регулярный чемпионат | Финалы | Тренер                                             |
| Сезон        | Место        | Победы               | Поражения            | Процент              | Финалы | Тренер                                             |
| Логан Тандер | Логан Тандер | Логан Тандер         | Логан Тандер         | Логан Тандер         | Логан Тандер                                                                                                 | Логан Тандер                                       |
| ------------ | ------------ | -------------------- | -------------------- | -------------------- | --- | -------------------------------------------------- |
| 2008/09      | 8-е          | 7                    | 15                   | 31,8                 | Не квалифицировалась в финалы                                                                                | Ричард Орлик                                       |
| 2009/10      | 8-е          | 6                    | 16                   | 27,3                 | Не квалифицировалась в финалы                                                                                | Ричард Орлик                                       |
| 2010/11      | 5-е          | 12                   | 10                   | 54,5                 | Выиграла в финале устранения у «Данденонга» со счётом 83:73 Проиграла в полуфинале «Бендиго» со счётом 53:74 | Олаф Ланге                                         |
| 2011/12      | 7-е          | 12                   | 10                   | 54,5                 | Не квалифицировалась в финалы                                                                                | Олаф Ланге                                         |
| 2012/13      | 6-е          | 8                    | 16                   | 33,3                 | Не квалифицировалась в финалы                                                                                | Джейсон Чейни                                      |
| 2013/14      | 8-е          | 7                    | 17                   | 29,2                 | Не квалифицировалась в финалы                                                                                | Джейсон Чейни                                      |
| Регулярки    | Регулярки    | 52                   | 84                   | 38,2                 | Ни одного титула победителя регулярного чемпионата                                                           | Ни одного титула победителя регулярного чемпионата |
| Финалы       | Финалы       | 1                    | 1                    | 50,0                 | Ни одного титула победителя турнира женской НБЛ                                                              | Ни одного титула победителя турнира женской НБЛ    |

## Статистика игроков
| Лучшие игроки команды по пяти главным статистическим показателям | Лучшие игроки команды по пяти главным статистическим показателям | Лучшие игроки команды по пяти главным статистическим показателям | Лучшие игроки команды по пяти главным статистическим показателям | Лучшие игроки команды по пяти главным статистическим показателям | Лучшие игроки команды по пяти главным статистическим показателям |
| Сезоны                                                           | PPG                                                              | RPG                                                              | APG                                                              | SPG                                                              | BPG                                                              |
| ---------------------------------------------------------------- | ---------------------------------------------------------------- | ---------------------------------------------------------------- | ---------------------------------------------------------------- | ---------------------------------------------------------------- | ---------------------------------------------------------------- |
| 2009/10                                                          | Кристен Вил (12,9)                                               | Бьянка Эбботт (6,2)                                              | Кристен Вил (4,9)                                                | Кристен Вил (2,2)                                                | Сара Грэм (0,9)                                                  |
| 2010/11                                                          | Сара Грэм (14,0)                                                 | Кайла Фрэнсис (9,2)                                              | Кристен Вил (6,0)                                                | Кристен Вил (2,4)                                                | Кайла Фрэнсис (1,2)                                              |
| 2011/12                                                          | Рене Камино (14,8)                                               | Кайла Фрэнсис (10,1)                                             | Кристен Вил (3,8)                                                | Кристен Вил (1,6)                                                | Кайла Фрэнсис (1,6)                                              |
| 2012/13                                                          | Лори Кейн (15,3)                                                 | Натали Тейлор (5,9)                                              | Кристен Вил (5,0)                                                | Кристен Вил (1,6)                                                | Кристен Барнс (0,7)                                              |
| 2013/14                                                          | Эмма Лэнгфорд (12,8)                                             | Тиган Каннингем (6,7)                                            | Кристен Вил (4,4)                                                | Ханна Завец (1,2)                                                | Ханна Завец (0,8)                                                |

## Состав в сезоне 2013/14
| \| Поз. \| № \| Гражд. \| Имя \| Дата рождения (возраст) \| Рост \| Вес \| Звание \| \| ---- \| -- \| ------ \| ---------------- \| ------------------------ \| ------ \| --- \| ------ \| \| Ф \| 1 \| \| Тиган Каннингем \| 23 января 1988 (37 лет) \| 185 см \| \| \| \| Ф \| 2 \| \| Хейли Моффатт \| 10 августа 1985 (40 лет) \| 179 см \| \| \| \| З/Ф \| 6 \| \| Микаэла Доннелли \| 30 апреля 1994 (31 год) \| 178 см \| \| \| \| Ф \| 7 \| \| Натали Тейлор \| 24 декабря 1984 (40 лет) \| 182 см \| \| \| \| Ф/Ц \| 8 \| \| Холли Смит \| 7 ноября 1986 (38 лет) \| 186 см \| \| \| \| З \| 10 \| \| Кортни Тейлор \| 15 апреля 1989 (36 лет) \| 158 см \| \| \| \| З \| 12 \| \| Лори Кейн \| 13 мая 1982 (43 года) \| 173 см \| \| \| \| Ц \| 13 \| \| Алис Хоннери \| 4 марта 1989 (36 лет) \| 189 см \| \| \| \| Ф \| 14 \| \| Эмма Лэнгфорд \| 29 января 1989 (36 лет) \| 188 см \| \| \| \| З \| 21 \| \| Сара Грэм \| 22 августа 1989 (35 лет) \| 163 см \| \| \| \| З/Ф \| 33 \| \| Ханна Завец \| 21 августа 1985 (39 лет) \| 186 см \| \| \| \| З \| 55 \| \| Кристен Вил \| 24 июля 1981 (44 года) \| 176 см \| \| \| | Главный тренер - Джейсон Чейни Ассистенты тренера - Ребекка Дудич Легенда - (К) — Капитан команды Последнее изменение: 19 ноября 2019 года |                |                  |                          |        |     |        |
| Поз. | № | Гражд.         | Имя              | Дата рождения (возраст)  | Рост   | Вес | Звание |
| Ф | 1 | Флаг Австралии | Тиган Каннингем  | 23 января 1988 (37 лет)  | 185 см |     |        |
| Ф | 2 | Флаг Австралии | Хейли Моффатт    | 10 августа 1985 (40 лет) | 179 см |     |        |
| З/Ф | 6 | Флаг Австралии | Микаэла Доннелли | 30 апреля 1994 (31 год)  | 178 см |     |        |
| Ф | 7 | Флаг Австралии | Натали Тейлор    | 24 декабря 1984 (40 лет) | 182 см |     |        |
| Ф/Ц | 8 | Флаг Австралии | Холли Смит       | 7 ноября 1986 (38 лет)   | 186 см |     |        |
| З | 10 | Флаг Австралии | Кортни Тейлор    | 15 апреля 1989 (36 лет)  | 158 см |     |        |
| З | 12 | Флаг США       | Лори Кейн        | 13 мая 1982 (43 года)    | 173 см |     |        |
| Ц | 13 | Флаг Австралии | Алис Хоннери     | 4 марта 1989 (36 лет)    | 189 см |     |        |
| Ф | 14 | Флаг Австралии | Эмма Лэнгфорд    | 29 января 1989 (36 лет)  | 188 см |     |        |
| З | 21 | Флаг Австралии | Сара Грэм        | 22 августа 1989 (35 лет) | 163 см |     |        |
| З/Ф | 33 | Флаг Австралии | Ханна Завец      | 21 августа 1985 (39 лет) | 186 см |     |        |
| З | 55 | Флаг Австралии | Кристен Вил      | 24 июля 1981 (44 года)   | 176 см |     |        |

## Тренеры
| Тренер        | Сезоны          | Победы и поражения (процент) | Победы и поражения (процент) |
| Тренер        | Сезоны          | Регулярка                    | Финалы                       |
| ------------- | --------------- | ---------------------------- | ---------------------------- |
| Ричард Орлик  | 2008/09—2009/10 | 13-31 (29,5)                 | 0-0 (0,0)                    |
| Олаф Ланге    | 2010/11—2011/12 | 24-20 (54,5)                 | 1-1 (50,0)                   |
| Джейсон Чейни | 2012/13—2013/14 | 15-33 (31,3)                 | 0-0 (0,0)                    |
| Всего         |                 | 52-84 (38,2)                 | 1-1 (50,0)                   |

## Награды
| Награды              | Игроки и сезоны                                |
| -------------------- | ---------------------------------------------- |
| Чемпионка ЖНБЛ       | нет                                            |
| Большой финал ЖНБЛ   | нет                                            |
| Финалы ЖНБЛ          | 1 (2010/11)                                    |
| MVP ЖНБЛ             | нет                                            |
| MVP финала ЖНБЛ      | нет                                            |
| Лучший игрок обороны | нет                                            |
| Лучший снайпер       | нет                                            |
| Лучший новичок       | Сара Грэм (2008/09), Гретель Типпетт (2010/11) |
| Лучший тренер        | нет                                            |